# درکروفت (کارولینای شمالی)
درکروفت (به انگلیسی: Deercroft) شهری در ایالت کارولینای شمالی کشور ایالات متحده آمریکا است که جمعیت آن در سرشماری سال ۲۰۱۰ میلادی، ۴۱۱ نفر بوده‌است.
زبان انگلیسی.